# フードテック
フードテック（英語: FoodTech）とは、生産から加工、流通、消費などへとつながる、食分野の新しい技術およびその技術を活用したビジネスモデルのことである。「Food（食）」と「Technology（技術）」を組み合わせた造語で、最新技術を用いて、食に関する課題解決や新たな食の可能性の拡充が期待されている。

## 概要
農林水産省によれば、世界のフードテック市場規模は2020年時点の24兆円から、2050年には279兆円と10倍以上に拡大すると見込まれている。一方で、2025年には世界のフードテック市場規模は700兆円に上るという試算もある。
世界のフードテックへの投資は活発化しており、近年は合計で年間２兆円を超える金額が投資されている。 ただし、米国、中国、インド、英国などの投資額と比べて日本の投資額は小さい。2020年10月には、食および農林水産業の発展や関連領域の課題解決、新市場の開拓促進のため、産学官連携で「フードテック官民協議会」が立ち上げられた。
国連サミットで採択されたSDGs（持続可能な開発目標）との関連性が深く、フードテックの発展が直接・間接を問わず多くの目標達成に貢献すると考えられている。
なお、農業領域で最新技術を活用することは、「Agriculture（農業）」と「Technology」を組み合わせて、アグリテック（英語: AgriTech）と呼ばれる。

## 解決が期待されている主な課題
フードテックの発展により、いくつかの食に関する課題の解決が期待されている。
- 食糧不足・飢餓問題
- フードロス
- 食の安全性に関する問題
- 菜食主義者への対応
- 労働力不足
- 地球温暖化

## 導入が進む主な領域
フードテックは食に関する様々なビジネスへの活用が期待されている。
- 代替食品開発領域
- 調理領域
- 生産領域
- 流通・配送領域
- 外食・中食領域
- 健康食品領域

## 主な活用事例
- 代替肉 - 熊本のベンチャー企業「DAIZ」は、大豆そのものから旨味成分や栄養価を引き出す独自技術により、従来の植物肉が持つ、味の違和感や臭みなどの課題を解決する「ミラクルミート」を開発。イオンや伊藤ハム、フレッシュネスバーガーなどの大手企業に採用されている[2][11]。

- 調理ロボット - 食産業向けロボットサービスの研究開発および販売を行う「コネクテッドロボティクス」は「盛り付けロボット」「検品ロボット」などを開発。AI画像認識などの最新技術を用いることで、作業の自動化や効率化を行い、人手不足の解消に役立っている[2]。

- 品種改良ロボット - Googleが開発した農業AIロボット「Don Roverto」は、機械学習により農作物を1本ずつ高速スキャニングして個体識別を行った上で成長を記録。洪水や干ばつなどの気候を再現した厳しい環境下で耐えられる苗を即座に見つけ出し、品種改良の加速化に役立っている[12]。

- VR配達ロボット - カリフォルニア発のスタートアップ企業「Carbon Origins」は、VRによる遠隔操作が可能で、料理や食材のデリバリーを行うロボット「Skippy」を開発。火星探検ロボットをベースにしており、階段の上り下りやカーブにも対応可能。機体に設置されたナビゲーション用カメラの映像をもとに、オペレーターがVRを通してリアルタイムで操作する。本体には冷温機能や施錠機能が備わっている[12]。

- 価格変動システム - イスラエルの企業が開発した「Wasteless」は、賞味期限ごとに価格を変動させられるシステム。賞味期限が近付くと商品の価格は下がり、客はカードに表示された価格と賞味期限の両方を比較検討した上で商品を選択できるようになる。「見切り品」や「おつとめ品」などのシールが貼られないため、客は恥ずかしさを感じずに商品を購入でき、店舗側はシールを貼る作業がなくなり、食品廃棄の削減と販売利益の確保にもつながる[13]。